# Jeremy Brett
Jeremy Brett, născut Peter Jeremy William Huggins, (n. 3 noiembrie 1933, Berkswell⁠(d), Solihull⁠(d), Anglia, Regatul Unit – d. 12 septembrie 1995, Londra, Anglia, Regatul Unit)  a fost un actor englez, devenit celebru pentru interpretarea lui Sherlock Holmes în patru seriale produse de Granada TV.

## Origini și pregătire profesională
Peter Jeremy William Huggins s-a născut la Berkswell Grange în Berkswell la sfârșitul anului 1933. El era fiul lui Henry William Huggins, Lord Lieutenant de Warwickshire, și a lui Elizabeth Edith Cadbury Huggins, moștenitoare a familiei Cadbury de industriași din domeniul ciocolatei. Educat la Eton, el a pretins că a fost un "dezastru academic", atribuind dificultățile sale de învățare dislexiei. Cu toate acestea, a excelat la muzică și a făcut parte din corul colegiului. A devenit apoi student la teatru, dar tatăl său i-a cerut să-și schimbe numele pentru a păstra onoarea familiei.

## Carieră

### Teatru și televiziune
Brett a studiat actoria la Central School of Speech and Drama din Londra. El și-a făcut debutul ca actor la Library Theatre din Manchester în 1954, iar debutul la Londra a avut loc cu compania Old Vic în Troilus și Cressida (1956). În același an a debutat pe Broadway în rolul Ducelui de Aumerle din Richard al II-lea. El a continuat să joace mai multe roluri clasice pe scenă, inclusiv numeroase piese shakespeariene la începutul carierei sale cu Old Vic și mai târziu cu Royal National Theatre. Brett l-a interpretat pe scenă și pe Sherlock Holmes.
De la începutul anilor 1960, Brett a fost rareori absent de pe ecranele britanice de televiziune. El a jucat în multe seriale, în special ca d'Artagnan în adaptarea din 1966 a romanului Cei trei muschetari. Câteva din aparițiile sale au fost în roluri de comedie, dar cu o tentă clasică de obicei, cum ar fi Căpitanul Absolute în The Rivals. În 1973, Brett l-a interpretat pe Bassanio în adaptarea TV a piesei Neguțătorul din Veneția de William Shakespeare, în care Laurence Olivier l-a portretizat pe Shylock și Joan Plowright pe Portia. (Brett, Olivier și Plowright au jucat anterior aceleași roluri într-o producție a piesei realizată de Royal National Theatre.) Brett glumea că, în calitate de actor, i s-a permis rareori să interpreteze roluri de personaje din secolul al XX-lea și niciodată din timpul prezent. În realitate, în multe dintre primele sale apariții la televiziune, în serialele ITC cum ar fi The Baron și The Champions,  a interpretat roluri de răufăcători. Brett, de asemenea, a apărut în primul sezon al serialului The Incredible Hulk din 1977, în episodul II "Of Guilt, Models and Murder".

## Film
Deși aparițiile lui Brett în filme au fost relativ puține, el l-a interpretat pe Freddie Eynsford-Hill în versiunea din 1964 a filmului My Fair Lady . El a fost auzit cântând în film, dar Brett a cântat în continuare, după cum s-a dovedit mai târziu când l-a jucat pe Danilo în Văduva veselă la televiziunea britanică în 1968.
Brett a fost propus pentru scurt timp de către Harry Saltzman și Albert R. Broccoli pentru rolul lui James Bond din În serviciul secret al Majestății Sale după ce Sean Connery a renunțat la seria cu James Bond în 1967 , dar rolul a fost interpretat de australianul George Lazenby. O a doua audiție pentru rolul agentului 007 din filmul Pe cine nu lași să moară a fost, de asemenea, fără succes , dar Roger Moore a obținut mult râvnitul rol. 
În toate rolurile lui Jeremy Brett dicția sa a fost notabilă. Brett s-a născut cu un defect de vorbire, "rotacismul", care l-a împiedicat să pronunțe corect litera "R". Intervenția chirurgicală de corectare suferită pe când era adolescent, urmată de ani de practică, i-au oferit lui Brett o pronunție și o enunțare de invidiat. El a susținut mai târziu că și-a exersat zilnic discursurile, indiferent dacă lucra sau nu.
Ultima apariție în film a lui Jeremy Brett, postumă, a fost rolul de "Tatăl artistului" în Moll Flanders, un film de Hollywood din 1996 cu Robin Wright Penn în rolul principal. Filmul (a nu se confunda cu adaptarea ITV din 1996 cu Alex Kingston) a fost lansat la aproape un an după moartea lui Brett.

### Ca Sherlock Holmes
Deși Brett a apărut în mai multe roluri diferite în timpul celor 40 de ani de carieră, el este acum cel mai bine cunoscut pentru interpretarea lui Sherlock Holmes din Aventurile lui Sherlock Holmes, o serie de filme realizate de Granada Television între 1984 și 1994. Acestea au fost adaptate de John Hawkesworth și de alți scriitori după povestirile originale ale lui Sir Arthur Conan Doyle. Brett a apărut în 41 de episoade din serialul realizat de Granada TV, alături de David Burke și, apoi, de Edward Hardwicke în rolul Dr. Watson.
În afară de interpretarea acestui rol, Brett a avut și alte apariții, și el este considerat acum a fi Holmesul epocii sale, cum era și Basil Rathbone în anii '40 ai secolului al XX-lea. Brett îl interpretase anterior pe Doctorul Watson pe scenă, alături de Charlton Heston în rolul lui Holmes, în filmul The Crucifer of Blood (1980), făcându-l astfel unul dintre cei doar trei actori care l-au interpretat atât pe Holmes, cât și pe dr. Watson (ceilalți doi sunt Reginald Owen, care l-a interpretat pe Watson în filmul Sherlock Holmes (1932) și pe Holmes în Un studiu în roșu (1933), și pe colegul său de la Eton, Patrick Macnee, care l-a interpretat mai întâi pe Watson în Sherlock Holmes in New York (1976) și pe Holmes în The Hound of London (1993)).
Brett a fost abordat în februarie 1982 de Granada TV pentru a juca rolul lui Holmes. Ideea era de a realiza o adaptare complet autentică și fidelă ale celor mai bune cazuri ale personajului. În cele din urmă, Brett a acceptat rolul. El a vrut să fie cel mai bun Sherlock Holmes din câți fuseseră văzuți.  A efectuat cercetări ample cu privire la marele detectiv și chiar la Sir Arthur Conan Doyle și a fost foarte atent la discrepanțele între scenariile care i-au fost înmânate și povestirile originale ale lui Conan Doyle.  Unul dintre cele mai dragi obiecte ale lui Brett era propriul studiu "Baker Street File" de 77 pagini cu privire la toate obiceiurile lui Holmes de a mânca și de a bea. Brett a explicat odată că "unii actori încearcă să devină personajele lor. Cât lucrează, actorul este ca un burete, se usucă pentru a-și îndepărta propria personalitate, absorbind apoi personajul ca pe un lichid". 
Brett a fost obsedat de interpretarea cu mai multă pasiune a rolului lui Holmes. El a introdus în comportamentul detectivului gesturi ale mâinilor destul de excentrice și râsete scurt și violente. El s-a târât pe pământ pentru a căuta o amprentă, a sărit peste obiecte de mobilier sau pe parapetul unui pod fără a ține cont de siguranța lui personală.
Personalitate obsesivă și depresivă a lui Holmes l-a fascinat și speriat pe Brett. În multe aspecte, personalitatea lui Holmes semăna cu cea proprie a lui Brett, cu izbucniri de energie urmate de perioade de letargie. A devenit dificil pentru Brett să renunțe la Holmes după filmări. El a spus întotdeauna că singura cale pentru ca un actor să rămână sănătos a fost să lase la o parte rolul său, la sfârșitul zilei, dar Jeremy a început să-l viseze pe Holmes, iar visele s-au transformat în coșmaruri.  Brett a început să se refere la Sherlock Holmes ca la "Știi cine" sau pur și simplu la "EL": "Watson îl descrie pe Știi tu cine ca pe o minte fără inimă, care este greu de interpretat. Greu de intrat în pielea lui. Așa că a trebuit să-i inventez o viață interioară".  Brett a inventat o viata imaginară a lui Holmes pentru a umple goliciunea lui Holmes, "lipsa inimii", lipsa de viață emoțională.  În timp ce alți actori mergeau la cantină pentru a lua prânzul, Brett stătea singur pe platoul de filmare citind scenariul, atent la fiecare nuanță , citindu-l pe Holmes în week-end-uri și în concedii. "Unii actori se tem că dacă-l interpretează pe Sherlock Holmes pentru o lungă perioadă, personajul le va fura sufletul, nelăsând niciun colț pentru locuitorul original", a spus el odată. 

## Viață personală
Brett a fost bisexual, având o intensă viață privată. La 24 mai 1958 s-a căsătorit cu actrița Anna Massey (fiica lui Raymond Massey), dar a divorțat la 22 noiembrie 1962 după ce ea a pretins că el a părăsit-o pentru un bărbat. Fiul lor, David Huggins, născut în 1959, este romancier, ilustrator și autor de benzi desenate. În 1976, Brett s-a căsătorit cu Joan Sullivan Wilson, care a murit de cancer în iulie 1985, la scurtă vreme după ce Brett a finalizat filmarea "morții" lui Holmes în "Ultima problemă". În paralel, Brett a avut o strânsă relație cu actorul Gary Bond.

## Bolile și moartea sa
După moartea Joanei Wilson, Brett a filmat cel de-al treilea serial al Granada TV, Întoarcerea lui Sherlock Holmes la sfârșitul anului 1985. Pe platoul de filmare s-a observat că maniile sale, schimbările excesive ale stării de spirit, s-au înrăutățit și în cele din urmă durerea și volumul de muncă au devenit prea mari; el a suferit o cădere nervoasă, a fost internat în spital și diagnosticat cu tulburări maniaco-depresive.
I-au fost prescrise tablete de litiu pentru a contracara mania sa depresivă. El știa că nu va putea fi vindecat; a trebuit să trăiască astfel, căutând semne de boală și apoi încercând să lupte cu ele. A vrut să se întoarcă la lucru, pentru a-l interpreta din nou pe Holmes. Primul episod care a fost realizat după agravarea bolii sale a fost o adaptare de două ore după Semnul celor patru. De atunci, diferența în interpretarea lui Brett a început să devină mai evidentă cu fiecare nou episod. Unul dintre efectele secundare ale tabletelor de litiu a fost retenția de fluide. Brett a început să arate și să acționeze în mod diferit. Drogurile l-au încetinit; el s-a îngrășat și a reținut apă în organism. Brett a avut și probleme cardiace. Inima lui era de două ori mai mare decât dimensiunea normală , avea dificultăți de respirație și avea nevoie de o mască de oxigen pe platourile de filmare. "Dar, dragilor, spectacolul trebuie să continue", a fost unicul său comentariu.
În ultimul deceniu al vieții sale, Brett a fost tratat în spital de mai multe ori pentru boala sa mentală, iar sănătatea și aspectul său s-au deteriorat vizibil în perioada când a filmat episoadele următoare din serialul Sherlock Holmes. În ultimii săi ani de viață, a discutat cu sinceritate despre boală, încurajându-i pe oameni să-i recunoască simptomele și să ceară ajutor. 
Brett a murit la 12 septembrie 1995 la casa sa din Clapham, Londra, în urma unui insuficiențe cardiace. Valvele inimii au fost afectate de febra reumatică contractată pe când era copil.
Mel Gussow a scris în necrologul din New York Times că "Dl. Brett a fost privit ca o chintesență a lui Holmes: incredibil de analitic, cu o deghizare scandaloasă, cu cea mai neagră stare de spirit și neobosit în entuziasmul său de a rezolva cazurile cele mai complicate."

## Citate
"Holmes este cel mai greu rol pe care l-am jucat vreodată — mai greu decât Hamlet sau Macbeth. Holmes a devenit partea întunecată a lunii pentru mine. El este indispus și singuratic, iar pe dedesubt eu sunt într-adevăr sociabil și gregar. Totul a devenit prea periculos".

## Referință culturală
- Salim Ghazi Saeedi a dedicat un cântec intitulat For Jeremy, Embodying the Mastermind (Lui Jeremy, întruchipând geniul) lui Jeremy Brett, în albumul său din 2011, Human Encounter (Întâlnire cu oameni)[31].

## Filmografie
- Svengali (1954)
- Război și pace (1956) - Nikolai Rostov
- The Very Edge (1962)
- The Wild and the Willing (1962)
- Girl in the Headlines (1963)
- Act of Reprisal (1964)
- My Fair Lady (1964) - Freddy Eynsford-Hill
- Nicholas and Alexandra (1971)
- A Picture of Katherine Mansfield (1973) - John Middleton Murry
- The Picture of Dorian Gray (1976) - Basil Hallward
- The Medusa Touch (1978)
- Mad Dogs and Englishmen (1995)
- Moll Flanders (1996)